# Antonin Dolochov
Antonin Dolochov (Engels: Antonin Dolohov) is een personage uit de serie boeken over Harry Potter van de Engelse schrijfster J.K. Rowling. Hij wordt beschreven als iemand met een lang, verwrongen gezicht.
Antonin Dolochov was een van de vijf Dooddoeners die verantwoordelijk waren voor de moord op Gideon en Fabian Protser, de broers van Molly Wemel. De Protsers waren felle tegenstanders van Heer Voldemort tijdens de Eerste Tovenaarsoorlog. Dolochov werd kort na Igor Karkarov gevangengenomen, doordat Karkarov zijn naam had genoemd tijdens zijn rechtszitting. Hij werd naar de tovenaarsgevangenis Azkaban gestuurd, maar ontsnapte tijdens de grote massa-uitbraak in januari 1996. Hij vocht mee in het gevecht in het Departement van Mystificatie (in Harry Potter en de Orde van de Feniks), waar hij Hermelien zwaar verwondde en de neus en toverstok van Marcel Lubbermans brak, en zat daarna weer gevangen in Azkaban. Gezien zijn naam is hij vermoedelijk van Oost-Europese komaf, en heeft hij waarschijnlijk op de toverschool Klammfels gezeten.
Tijdens het gevecht op het Ministerie bleek dat Dolochov een van de gevaarlijkste Dooddoeners was. Hij versloeg in zijn eentje Hermelien Griffel en Marcel Lubbermans. Aan het einde van het gevecht wordt hij zelf gevangengenomen en naar Azkaban gestuurd.
In het zevende deel vindt Dolochov, samen met Waldemar Bijlhout, in een café in Londen Harry, Ron en Hermelien, vlak na de Bruiloft van Bill en Fleur. Wanneer Hermelien de naam Voldemort noemt, vallen Dolochov en Bijlhout hen aan. Maar Dolochov wordt verstijfd en Bijlhout verlamd, en hun geheugen wordt door Hermelien gewist.
Later in dat boek vecht hij mee in het gevecht van Zweinstein, en vermoordt Remus Lupos in een duel. Later wordt hij zelf gedood door Filius Banning.
Zowel Antonin als Dolo(c)hov is een Oost-Europese naam, wat zou kunnen betekenen dat Dolochov, net als Karkarov, op Klammfels heeft gezeten.

## Herkomst van de naam
Dolochov is een personage in de roman Oorlog en Vrede van Tolstoj. Deze Dolochov is dapper maar bruut, gemeen en gewelddadig tegenover de meeste mensen, maar tegelijkertijd zeer liefdevol tegenover zijn moeder en zusters.

## Referentie
1. ↑  In hoofdstuk 9 van Relieken van de Dood, wordt Dolohov aangeduid als "de donkere Dooddoener", in vergelijking met blonde Dooddoener Waldemar Bijlhout. Als zijn huidskleur wordt beschreven als "bleke", moet dit een verwijzing zijn naar zijn haar.